# آل هوهنتسولرن

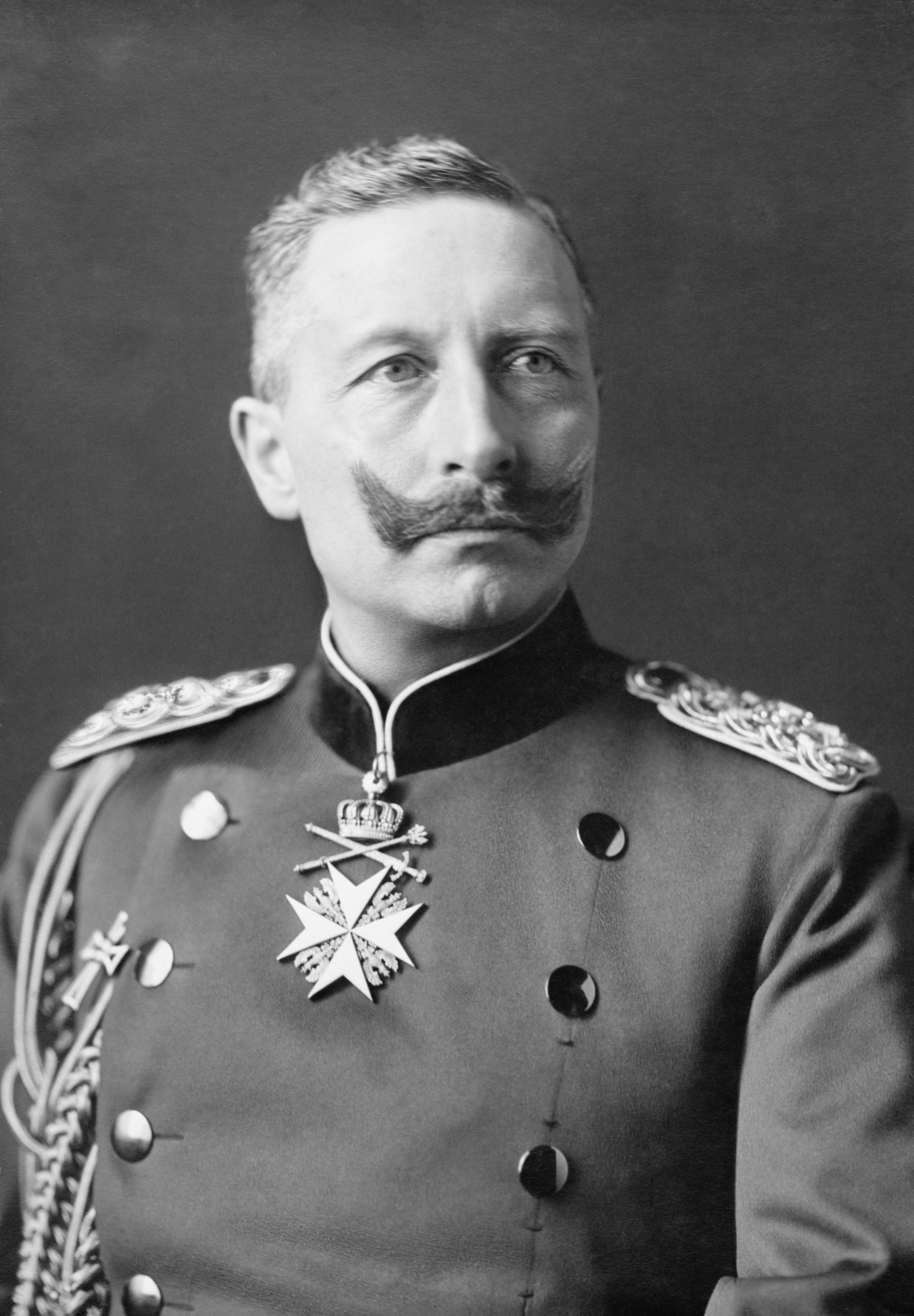
فيلهلم الثاني

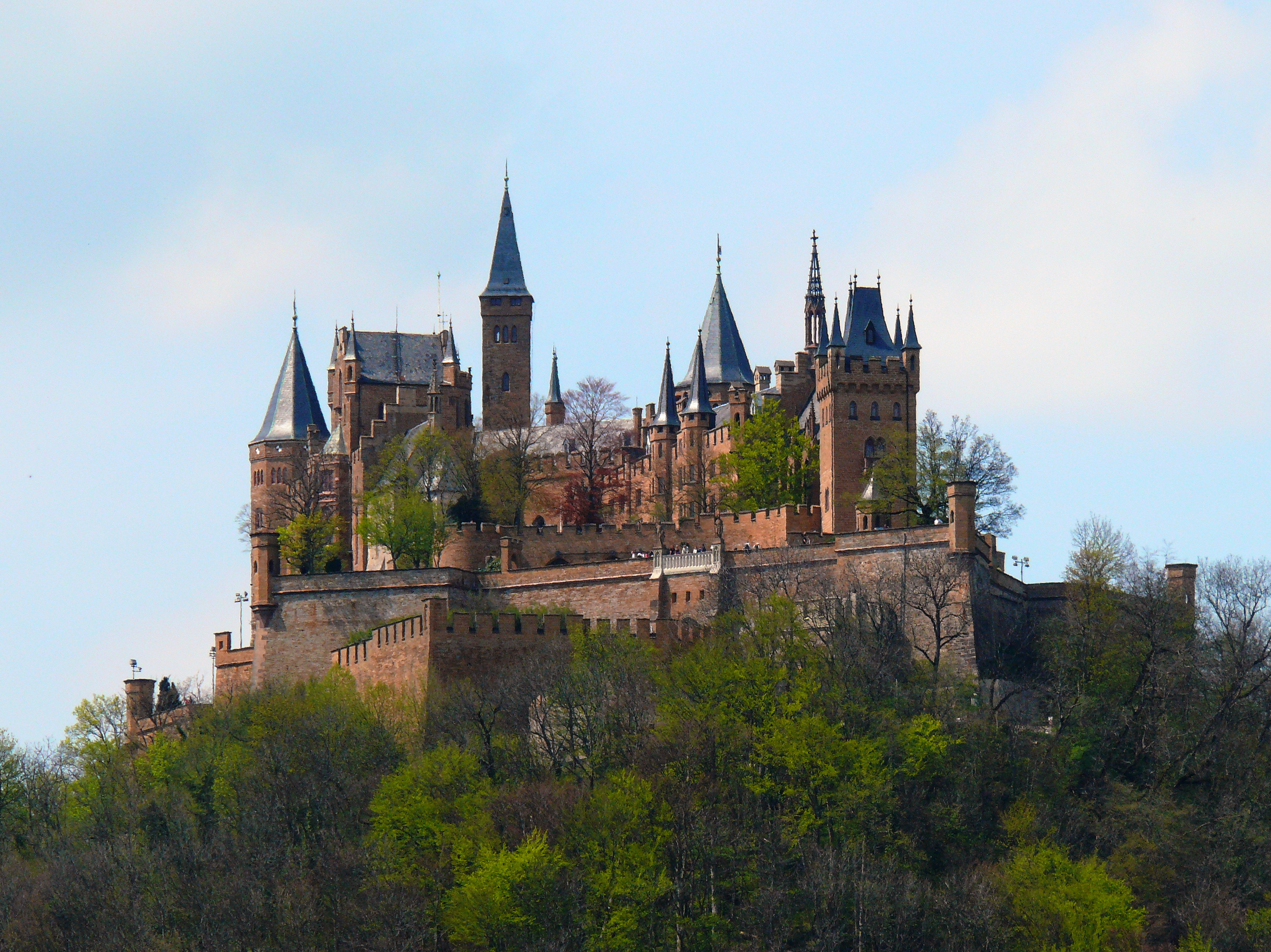
قلعة هوهنزوليرن

بيت هوهنزوليرن (بالألمانية: Haus Hohenzollern) كان من أهم البيوت الحاكمة في ألمانيا، وتنتمي إليه العديد من الأسر التي حكمت مناطق في ألمانيا، ويعود أصله إلى منطقة شفاب. وتقع قلعة هوهنزوليرن (قلعتهم الأولى) في بيزينجن القريبة من هيشينجن في ولاية بادن فورتمبيرغ حاليا. ويتشعب البيت من العصر الوسيط إلى فروع رئيسية وفرعية.
ومن هذه الفروع فرع براندنبورج - بروسيا ذو الأصل الفرانكي، وقد حكم هذا الفرع مملكة بروسيا منذ عام 1701، وقد نجحوا في توحيد ألمانيا وأقاموا الرايخ الثاني أو القيصرية الألمانية في عام 1871 حتى عام 1918، لذا فقد كانوا ملوكا لمملكة بروسيا وقياصرة للقيصرية الألمانية.
وقد حكم أحد فروع هذه العائلة وهو هوهنتسولرن- سيغمارينغن رومانيا من سنة 1866 حتى سنة 1947. وهناك فروع أخرى عديدة.
ويرجع السبب في صعود نجم الهوهنتسولرنيين في أواخر العصور الوسطى إلى ولائهم للملوك، في البداية مع أسرة شتاوف ثم مع أسرة لوكسمبورغ.

## وصلات خارجية
- الموقع الرسمي للبيت الإمبراطوري لألمانيا والبيت الملكي بروسيا
- الموقع الرسمي للبيت الأميري هوهنتسولرن-سيغمارينغن (بالألمانية)
- الموقع الرسمي للبيت الملكي الروماني (بالرومانية)
- قلعة هوهينزوليرن
- قلعة سيغمارينغين
- معلومات عن بيت هوهينزوليرن
- صفحة شعارات النبالة الأوروبية
- صفحة شعارات النبالة لهوهينزوليرن